# Eugene Gerber
Eugene John Gerber (ur. 30 kwietnia 1931 w Kingman, Kansas, zm. 29 września 2018 w Wichita) – amerykański duchowny katolicki, biskup Wichity w latach 1982–2001.

## Życiorys
Ukończył seminarium duchowne w Denver. Święcenia kapłańskie otrzymał 19 maja 1959 z rąk ówczesnego ordynariusza rodzinnej diecezji Wichita bp. Marka Carrolla. W latach 60. pracował m.in. jako wicekanclerz i redaktor gazety diecezjalnej. W roku 1975 został skierowany na dalsze studia do Rzymu na Angelicum, które ukończył licencjatem z teologii z wynikiem summa cum laude. W latach 1973–1976 kanclerz diecezji Wichita.
16 października 1976 papież Paweł VI mianował go ordynariuszem sąsiedniej diecezji Dodge City. Sakry udzielił mu jego dotychczasowy zwierzchnik bp David Monas Maloney.
17 listopada 1982 przeniesiony do swej rodzinnej diecezji, na czele której stał do przejścia na emeryturę 4 października 2001.
26 września 2018 doznał zawału serca podczas prowadzenia samochodu, w wyniku wypadku trafił do szpitala w stanie krytycznym, zmarł 3 dni później 29 września 2018.